# 西日本鉄道愛宕浜自動車営業所
愛宕浜自動車営業所（あたごはまじどうしゃえいぎょうしょ）は、西日本鉄道（西鉄）のバス営業所のひとつで、主に福岡市都心部と福岡市西区北部の愛宕浜・姪浜・シーサイドももち周辺および能古島内の路線を担当する。営業所表記は○愛。
1989年12月開設。福岡市営渡船の乗り場に併設されている。

## 管轄路線
- 2024年11月4日現在の路線（太字は終点・始発停留所）

### シーサイドももち線
- ■■ 300（那の津口→博多駅：■5）
  - 能古渡船場 - 愛宕浜小学校前 - 名柄団地 - 西南中高前 - みずほPayPayドーム - （西公園RP - 都市高速 - 天神北RP） - 天神 - 渡辺通一丁目 - 住吉 - 博多駅
  - 能古渡船場→愛宕浜小学校前→名柄団地→みずほPayPayドーム→（西公園RP→都市高速→駅東RP）→合同庁舎→博多駅筑紫口→博多駅（博多バスターミナル）
- ■■ 301（那の津口→博多駅：■5）
  - 能古渡船場 - マリナタウン - 西南中高前 - みずほPayPayドーム - （西公園RP - 都市高速 - 天神北RP） - 天神 - 渡辺通一丁目 - 住吉 - 博多駅
- ■■ 302（那の津口→博多駅：■5）
  - 能古渡船場 - マリナタウン - 福岡タワー南口 - （百道RP - 都市高速 - 天神北RP） - 天神 - 渡辺通一丁目 - 住吉 - 博多駅
- ■■ 304（那の津口→博多駅：■5）
  - 能古渡船場 - マリナタウン - 名柄団地 - 姪浜三丁目 - （愛宕RP - 都市高速 - 天神北RP） - 天神 - 渡辺通一丁目 - 住吉 - 博多駅
- ■■ 312
  - 能古渡船場 - マリナタウン - 福岡タワー南口 - （百道RP - 都市高速 - 呉服町RP） - 呉服町 - 祇園町 - 博多駅
- ■ エコルライナー
  - 博多駅→住吉→渡辺通一丁目→天神→都市高速→西南中高前→愛宕浜小学校前→のこ渡船場
- ■ 306
  - 藤崎→福岡タワー南口→ヒルトン福岡シーホーク→九州医療センター→みずほPayPayドーム→都市高速→呉服町→祇園町→博多駅
- ■■ 1
  - 姪浜駅→姪浜小学校前→愛宕神社前→室見駅→藤崎→福岡タワー南口→医療センター場内
- ■■ 98
  - 能古渡船場 - マリナタウン - 名柄団地 - 姪浜三丁目 - 姪浜駅北口
- ■ 直行1
  - 能古渡船場←愛宕浜小学校前←姪浜駅北口

### 西新（城南）九大線
- ■■ 9
  - 能古渡船場 - マリナタウン - 愛宕下 - 藤崎 - 西新四丁目 - 大濠 - 六本松 - 薬院駅前 - 渡辺通一丁目 - 住吉 - 博多駅 - 呉服町 - 県庁前 - 箱崎三丁目
- ■■ 15
  - 福岡タワー（TNC放送会館前） - 九州医療センター - 西新 - 大濠 - 六本松 - 薬院駅前 - 渡辺通一丁目 - 住吉 - 博多駅

### 昭代（城南）博多駅線
- ■■ 11（→88）
  - 藤崎 - 昭代一丁目 - 城南区役所北口 - 六本松 - 薬院駅前 - 渡辺通一丁目 - 住吉 - 博多駅 - 呉服町 - 蔵本 - 国際会議場サンパレス前 - マリンメッセ前 - 博多港国際ターミナル（中央ふ頭）

### 昭代〜天神線
- ■■ 7(→W3(那の津四丁目)
  - 姪浜駅南口 - 室見三丁目 - 昭代一丁目 - 城南区役所北口 - 六本松 - 警固町 - 天神 - 那の津四丁目

### Fukuoka BRT
- 都心循環BRT（快速）

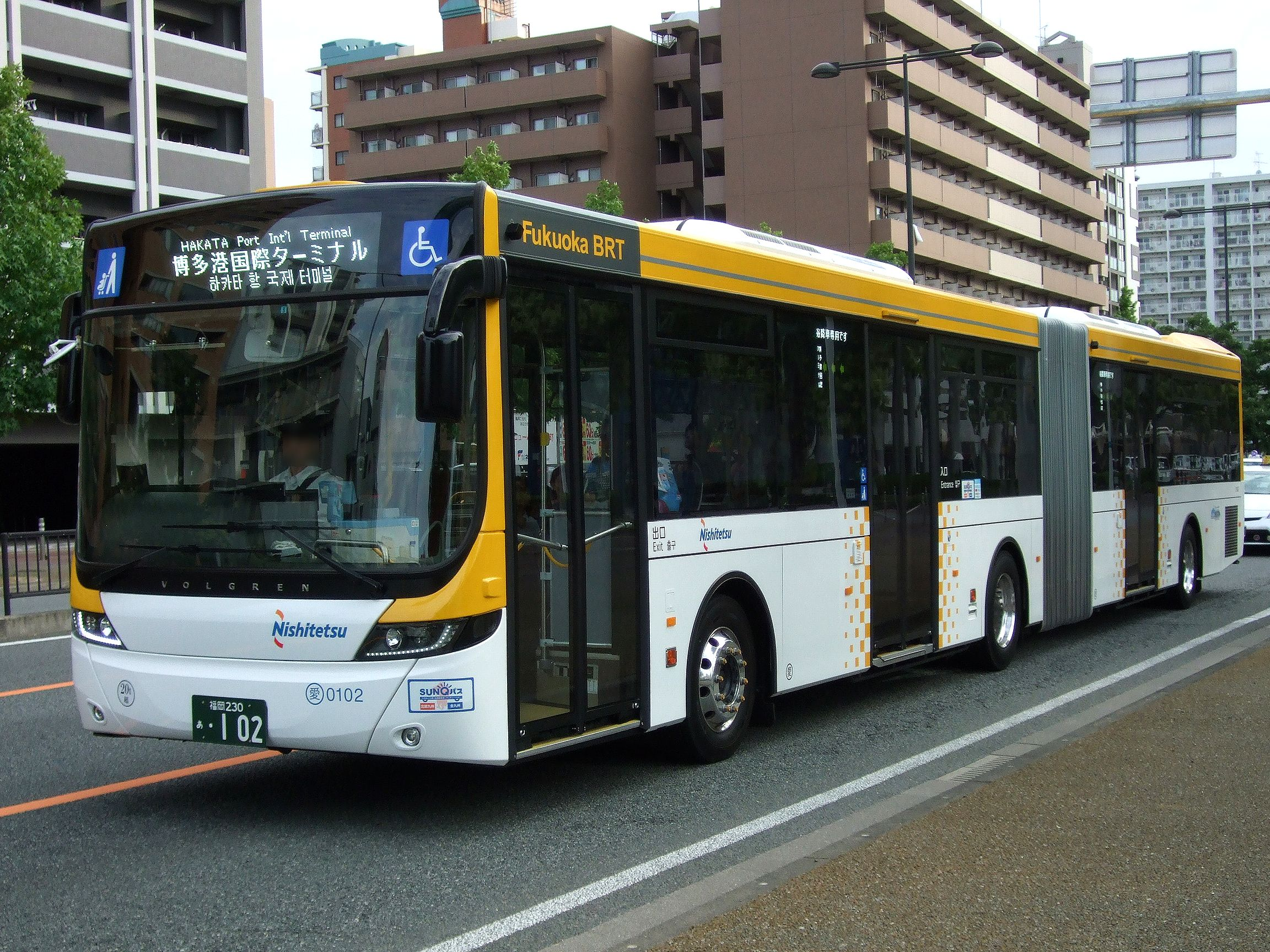
BRTに使用される連節バス

  - 博多港国際ターミナル（中央ふ頭） - マリンメッセ前 - 国際会議場・サンパレス前 - 福岡市民ホール北口 - 天神(←ソラリアステージ前・ソラリアステージ前(福ビル街区街区)→) - 渡辺通一丁目(←電気ビル共創館前・サンセルコ前→) - 博多駅(←A・F→) - 呉服町 - 蔵本 - 国際会議場・サンパレス前 - マリンメッセ前 - 博多港国際ターミナル（中央ふ頭）

2017年6月10日より第3段階での試行運行が開始され、20～30分間隔での運行となり那珂川営業所との共同運行になったほか、蔵本での乗降扱いが開始された。同年8月26日からは都心への送り込みも営業運行するようになった。愛宕浜営業所は朝に特快301番・特快9番、晩に特快300番で送り込む。なお、「薬院駅前」以外の送り込み区間の停留場では後ドアは締切となり乗降できない。
2019年3月16日に、天神地区でのフリンジパーキング実証実験（ボートレース福岡第1立体駐車場及びグランドパーキング）に合わせ「福岡市民会館」バス停を設置、同バス停に停車するようになった。
- 9特別快速（渡辺通一丁目→博多港国際ターミナル間：内回り）
  - 能古渡船場→マリナタウン→室見駅→藤崎→西新四丁目→鳥飼→六本松→薬院駅前→渡辺通一丁目→（以降はBRT内回りと同経路）
- 301特別快速（天神→博多港国際ターミナル間：内回り）
  - 能古渡船場→マリナタウン→西南中高前→PayPayドーム→都市高速→天神→（以降はBRT内回りと同経路）
- 300特別快速（博多港国際ターミナル→博多駅間：外回り）
  - （BRT外回りより直通）→博多駅→渡辺通一丁目→天神→都市高速→PayPayドーム→西南中高前→愛宕浜小学校前→能古渡船場

### 能古島内線
- ■ 無番
  - 龍の宮 - 渡船場前 - 展望台入口 - 思索の森 - アイランドパーク

観光系統のため平日より日祝日の本数が多いほか、多客時には渡船場前 - のこのしまアイランドパーク間で臨時便が多数運行される。冬期は全日平日ダイヤで運行。狭隘路線かつ急勾配が連続し運転の難しい路線のため、中型車で運行される。愛宕浜営業所からの出入庫は福岡市営渡船で航送される。
1988年7月25日に運行を開始した。

### 野方（都市高速）博多駅線
愛宕浜営業所は九大伊都キャンパス臨時便のみ担当。214番や514番は担当しない。
- ■ 急行K
  - 博多駅 - 渡辺通一丁目 - 天神 - 都市高速 - 宮の前団地 - 西警察署前 - 九大伊都キャンパス（九大総合グラウンド）
- ■ エコルライナーK
  - 博多駅 - 渡辺通一丁目 - 天神 - 都市高速 - 西九州道 - 西警察署前 - 九大伊都キャンパス（九大総合グラウンド）

## その他
営業所の敷地が広いことから、夜行高速バスの福岡発着一部路線(共同運行会社のみ)の休憩箇所として使用されている。2010年6月25日までは千代営業所で休憩が行われていたが、千代営業所が博多営業所に統合されたため、当営業所に移管された。以前は阪急観光バス・名鉄バスも休憩のため駐車していたが、片江営業所・博多営業所に変更された。
- はりまや号  (福岡・北九州〜高知) - とさでん交通
- ペガサス号（福岡・北九州〜倉敷・岡山） - 両備バス・下津井電鉄
- 大山号 (福岡・北九州〜米子・鳥取) - 日本交通、日ノ丸自動車

## 過去の路線

### 長浜線
- ■ 68
  - 福浜 - 中央市民プール前 - 給油センター - 長浜一丁目 - 天神 - キャナルシティ博多前 - 祇園町 - 博多駅
  - 西新パレス前 - 今川橋 - 地行 - 唐人町 - 福浜 - 中央市民プール前 - 給油センター - 長浜一丁目 - 天神 - キャナルシティ博多前 - 祇園町 - 博多駅
  - 福浜→中央市民プール前→（西公園）都市高速（天神北）→那の津口→天神→春吉→キャナルシティ博多前→博多駅

### 博多駅 - 中央ふ頭線
- ■ 80（博多駅行きは天神大丸前から8番として運行）
  - 博多駅 - 祇園町 - キャナルシティ博多前 - 天神 - 市民会館前 - 国際会議場サンパレス前 - マリンメッセ前 - 中央ふ頭

### シーサイドももち線
- ■■ 300
  - （300番:現行路線 能古渡船場 - 天神） - 春吉 - キャナルシティ博多前 - 祇園町 - 博多駅
  - （300番:現行路線 能古渡船場 - 中央市民プール）←（西公園RP←都市高速←駅東RP）←合同庁舎←博多駅筑紫口←博多駅（博多バスターミナル）
- ■■ 301
  - （301番:現行路線 能古渡船場 - 天神） - 春吉 - キャナルシティ博多前 - 祇園町 - 博多駅

以前は国体道路経由で運行されていた。1998年ごろに現在のルートに変更された。
- ■ 急行303
  - マリノアシティ福岡←名柄団地←博物館南口←ヤフオクドーム前←（西公園）都市高速（天神北）←天神地区（天神北←天神高速バスターミナル前）←渡辺通一丁目←博多駅地区（博多駅）
- ■ 直行（天神北から急行として運行）
  - マリノアシティ福岡→（愛宕）都市高速（天神北）→天神地区（天神北→天神コア前）→渡辺通一丁目→博多駅地区（博多駅）
- ■ 特快303
- 博多駅行きは天神北から急行で運行
  - マリノアシティ福岡 - 福岡タワー南口 - 都市高速 - 天神 - 渡辺通一丁目 - 博多駅
- ■■ 特快 333（天神北→博多駅：急行）
  - マリノアシティ福岡 - 名柄団地 - 西南中高前 - PayPayドーム - （西公園RP - 都市高速 - 天神北RP） - 天神 - 渡辺通一丁目 - 博多駅
  - マリノアシティ福岡 - PayPayドーム間は各停。天神北→博多駅間は、行先番号なしの「急行」として運行する。

過去の303からの改番の上、運行ルート、停車パターンも変更されている。PayPayドームを経由するようになり、都市高速利用ランプが百道から西公園に変更されていた。
- ■■ 333（那の津口→博多駅：■5）
  - マリノアシティ福岡 - 名柄団地 - 西南中高前 - PayPayドーム - （西公園RP - 都市高速 - 天神北RP） - 天神 - 渡辺通一丁目 - 住吉 - 博多駅(過去の303より改番)

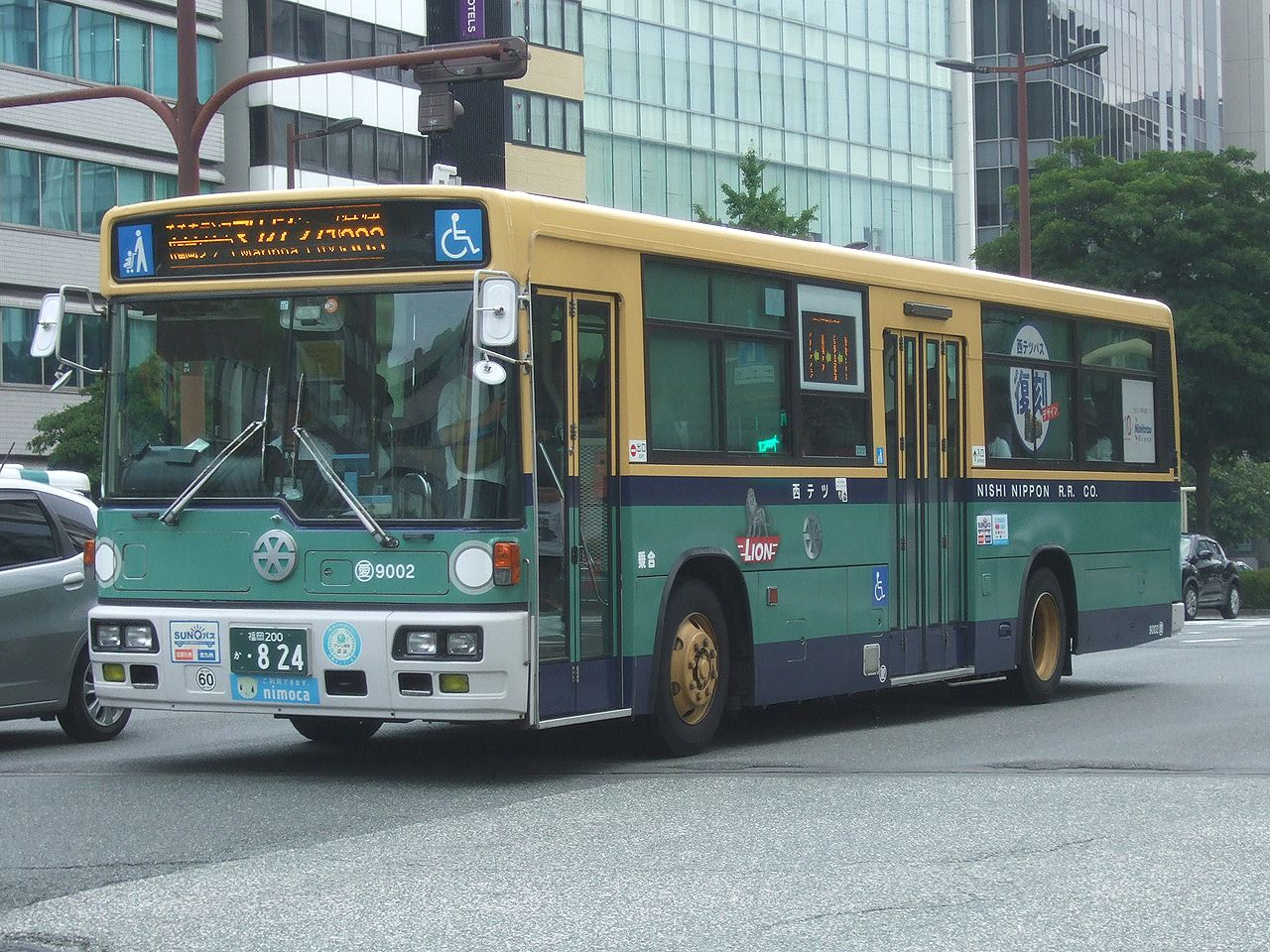
特快303
この車両は2018年5月27日より運行されている創立110周年記念ラッピング車両で1950年代から1975年までの西鉄一般路線車の塗装を再現したラッピングが施されている

2024年8月18日マリノアシティ福岡閉館により路線休止中。

### 西新（城南）九大線
- ■■ 9

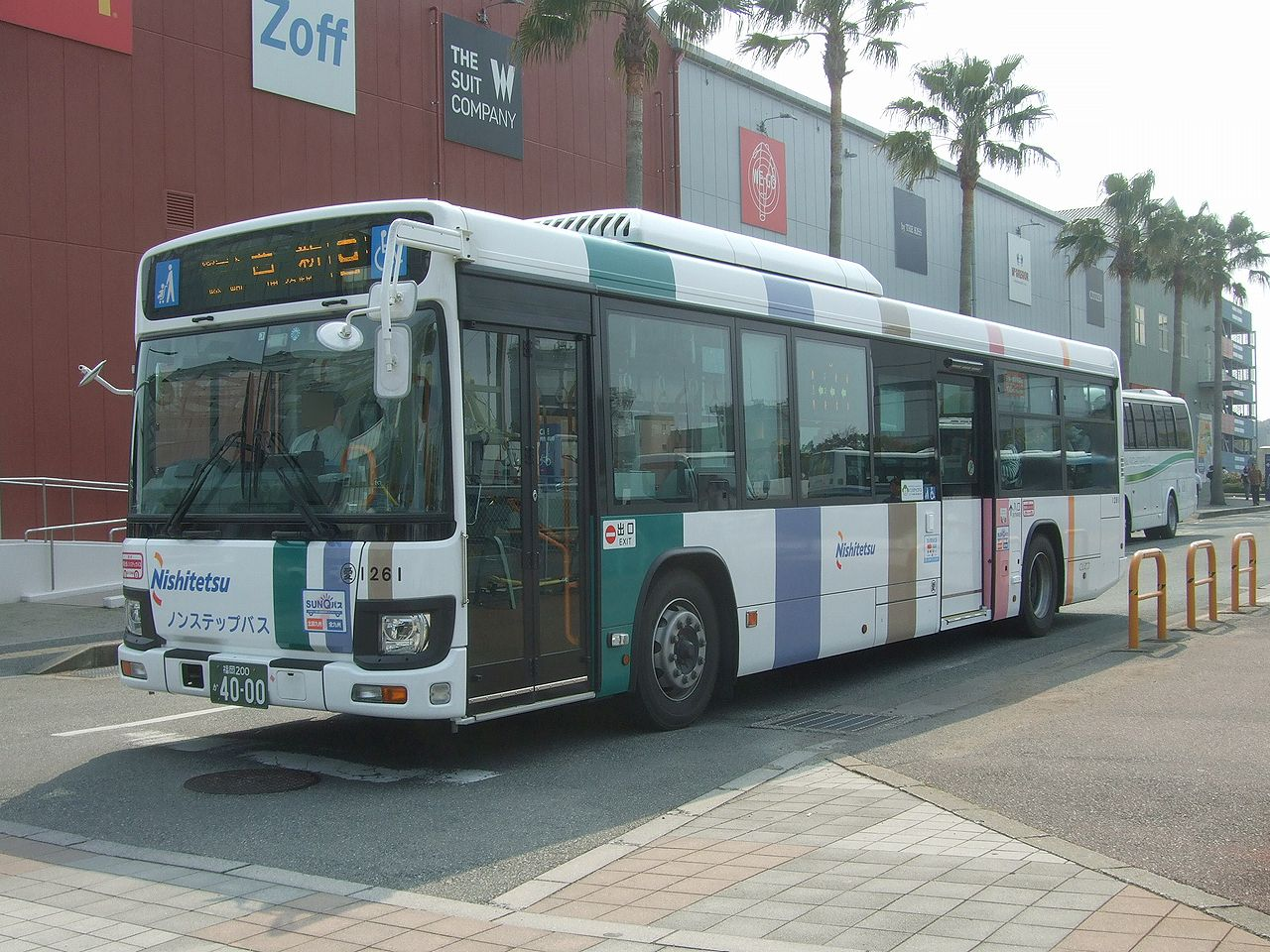
9番マリノアシティ発博多駅行き
マリノアシティ

  - 西新駅→（9番:現行路線 西新四丁目 - 箱崎三丁目）
  - マリノアシティ福岡 - 名柄団地 - （9番:現行路線 郵便局前 - 博多駅）

2024年8月18日マリノアシティ福岡閉館により路線休止中。

### 姪浜（明治通）天神線
- ■■ 1

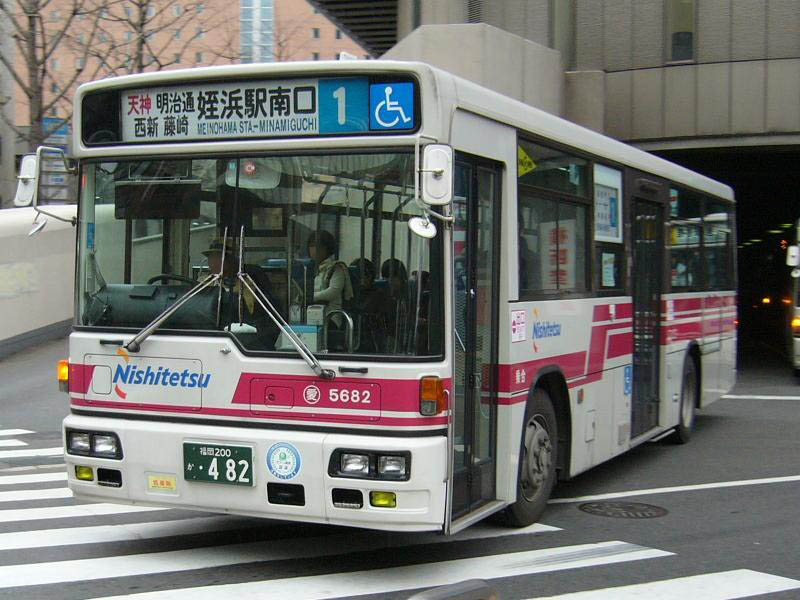
姪浜（明治通）天神線（画像は博多駅発、姪浜駅南口行き時代のもの）

  - （1番:現行路線 姪浜駅（姪浜駅北口←/姪浜駅南口→） - 藤崎） - 西新パレス前 - 地行 - 大濠公園 - 赤坂門 - 天神地区（天神新天町入口/天神証券ビル前→天神北）

### 姪浜フィーダー線
- ■■ 1
  - 能古渡船場←愛宕浜小学校前←名柄団地←姪浜三丁目←姪浜駅北口

### 昭代（城南）博多駅線
- ■■ 11（→88）
  - 能古渡船場 - 名柄団地 - （11番:現行路線 藤崎 - 博多駅 - 博多港国際ターミナル（中央ふ頭））

## 備考
- 福岡地区での若い運転士を育てる営業所の一つとして指定されている。
- 発足した当初は西新自動車営業所愛宕浜車庫であり、現在のマリエラの事務所が車庫の事務所であった。その後、配置車両の増加に伴い、車庫から営業区、営業所へと名称が変更され、整備場も建設された。現営業所は、待合室が併設されており、２階部分が独身乗務員の社宅となっている。

## 車両

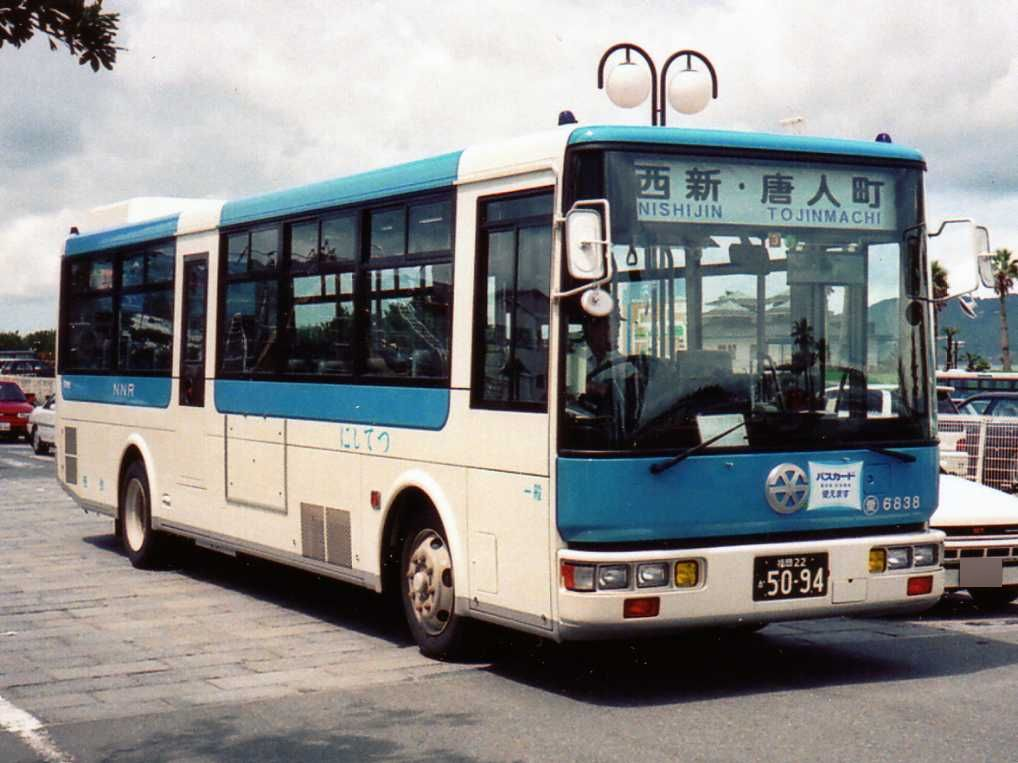
かつて、シーサイドももち線や西新-唐人町-シーサイドももち循環線などで使われていた中型ロング車。
（1993年8月撮影）

かつてはアジア太平洋博覧会のガイドウェイバスとして製造されたホークスバスが配置されていたが既に廃車されている。
- 路線車
  - 大型車はノンステップ車は日野ブルーリボン・いすゞエルガ、ワンステップ車は日野ブルーリボンⅡ・いすゞエルガの純正ボディとUDトラックス（日産ディーゼル）UA・スペースランナーRAの配置。
  - 中型車はノンステップ・ワンステップ車共に、日野レインボーⅡの純正ボディの配置。能古島内線に使用される。
  - 連節バスはスカニア製エンジン+ボルグレンOPTIMUSが2台、メルセデスベンツ・シターロGが2台、計4台の配置[4]。他車と異なる黄色と白のツートンカラー。
- 貸切車
  - 営業所近隣の送迎用として大型の日産ディーゼル（西工C型）が1台配置されていたが、廃車され貸切専用車は在籍しない。
  - 現在は貸切登録車として、一般路線で使用されている日野ブルーリボンⅡ（車番7730）がいる。